# Sceloporus lunae
Espèce
Synonymes
- Sceloporus lunaei Bocourt, 1873

Statut de conservation UICN

 LC  : Préoccupation mineure
Sceloporus lunae est une espèce de sauriens de la famille des Phrynosomatidae.

## Répartition
Cette espèce est endémique du Guatemala.

## Publication originale
- Bocourt, 1873 : Notes sur quelques espèces nouvelles d'iguaniens du genre Sceloporus. Annales des sciences naturelles, Zoologie et biologie animale, ser. 5, vol. 17, no 10, p. 1-2 (texte intégral).